# Horace Henderson
Horace Henderson (Cuthbert, 1904. november 22. – Denver, 1988. augusztus 29.) amerikai dzsesszzongorista, zenekarvezető.

## Pályakép
Horace Henderson dzsesszzongorista, hangszerelő és zeneszerző volt. Gyakran dolgozott együtt testvérével, Fletcher Hendersonnal.
Az 1930-as években Horace Henderson feldolgozásainak egyike-másika nagy hatással volt Benny Goodman, Earl Hines, Tommy Dorsey, Jimmie Lunceford, Erskine Hawkins, Charlie Barnet munkásságára is.
Benny Goodman „Let's Dance” című országosan sugárzott műsorában Henderson lemezei a rádiókban szóltak. Benny Goodman híres számai közül sokat (például a „Sing, Sing, Sing”, a „String of Pearls”, a „Japanese Sandman”, a „Walk, Jennie, Walk”) Horace Henderson hangszerelt. Gene Krupa szerepe sem volt elhagyagolható ezekben.
Bátyjával is együtt dolgozott olyan lemezeken, mint például a „Christopher Columbus” vagy a „I Found a New Baby”.
Henderson rövid betegség után augusztus 29-én halt meg a denveri Veterans Administration Medical Centerben 83 éves volt korában.

## Lemezek
- Diszkográfia